# 讓太陽永遠照耀著這個世界。
《讓太陽永遠照耀著這個世界。》（あの太陽が、この世界を照らし続けるように。），是日本樂團可苦可樂的第21張單曲。2011年4月27日發行。

## 簡介
前作《Blue Bird》之後約2個月發行。

## 收錄曲目
全作詞、作曲：小淵健太郎；全編曲：可苦可樂
1. 讓太陽永遠照耀著這個世界。 （あの太陽が、この世界を照らし続けるように。）
電影《岳》的主題曲
2. 身影
H.I.S 廣告歌曲
3. 讓太陽永遠照耀著這個世界。 （Instrumental）
4. 身影 （Instrumental）

## 外部連結
- 讓太陽永遠照耀著這個世界。（页面存档备份，存于）